# Cap Kidnappers
Cap Kidnappers, en maori de Nouvelle-Zélande : Te Kauwae-a-Māui est officiellement connu sous le nom de  en maori de Nouvelle-Zélande : Te Kauwae-a-Māui. C'est un promontoire situé à l'extrémité sud-est de Hawke's Bay en maori de Nouvelle-Zélande : Te Matau-a-Māui)  une région de Nouvelle-Zélande située sur la côte est de l'île du Nord. Cape Kidnappers  est à l'extrémité d'une péninsule de 8 kilomètres  (0,5 mi) qui s'avance dans l' océan Pacifique . Il est à 20 kilomètres (12 mis) au sud-est de la ville de Napier. L'accès au Cap par la route s'arrête à Clifton, Hawke's Bay, qui est le point de départ de nombreux touristes. Le parcours de golf Cap Kidnappers se trouve entre le promontoire et la communauté côtière voisine de Te Awanga.

## Historique
Selon le capitaine James Cook, ce cap a été ainsi nommé après une tentative d'enlèvement des Maoris locaux d'enlever Tiata, le serviteur de Tupia, un des membres de l'équipage du HMS Endeavour, alors que le navire approchait de l'île le 15 octobre 1769. Ce fait est relaté dans l' acte de règlement Heretaunga Tamatea de 2015 avec la Couronne. Cette affaire m'a amené à donner à cette pointe de terre le nom de Cap Kidnappers.
Le capitaine Cook a décrit le cap comme ayant des falaises blanches abruptes de chaque côté, avec deux gros rochers ressemblant à des meules de foin près du promontoire. À la suite de l'adoption de la loi de 2018 sur le règlement des revendications Heretaunga Tamatea, le nom du promontoire a été officiellement modifié en Cape Kidnappers / Te Kauwae-a-Māui.  La terme maori Te Kauwae-a-Māui est une référence à "l'hameçon de Māui".

## Zone importante pour les oiseaux
Cap Kidnappers a été reconnu  par BirdLife International, une organisation non gouvernementale (ONG), d'envergure internationale, à vocation de protection de la Nature et des oiseaux, pour être un important site sites de nidification, il abrite  plus de 3 000 couples de fou de Bassan s

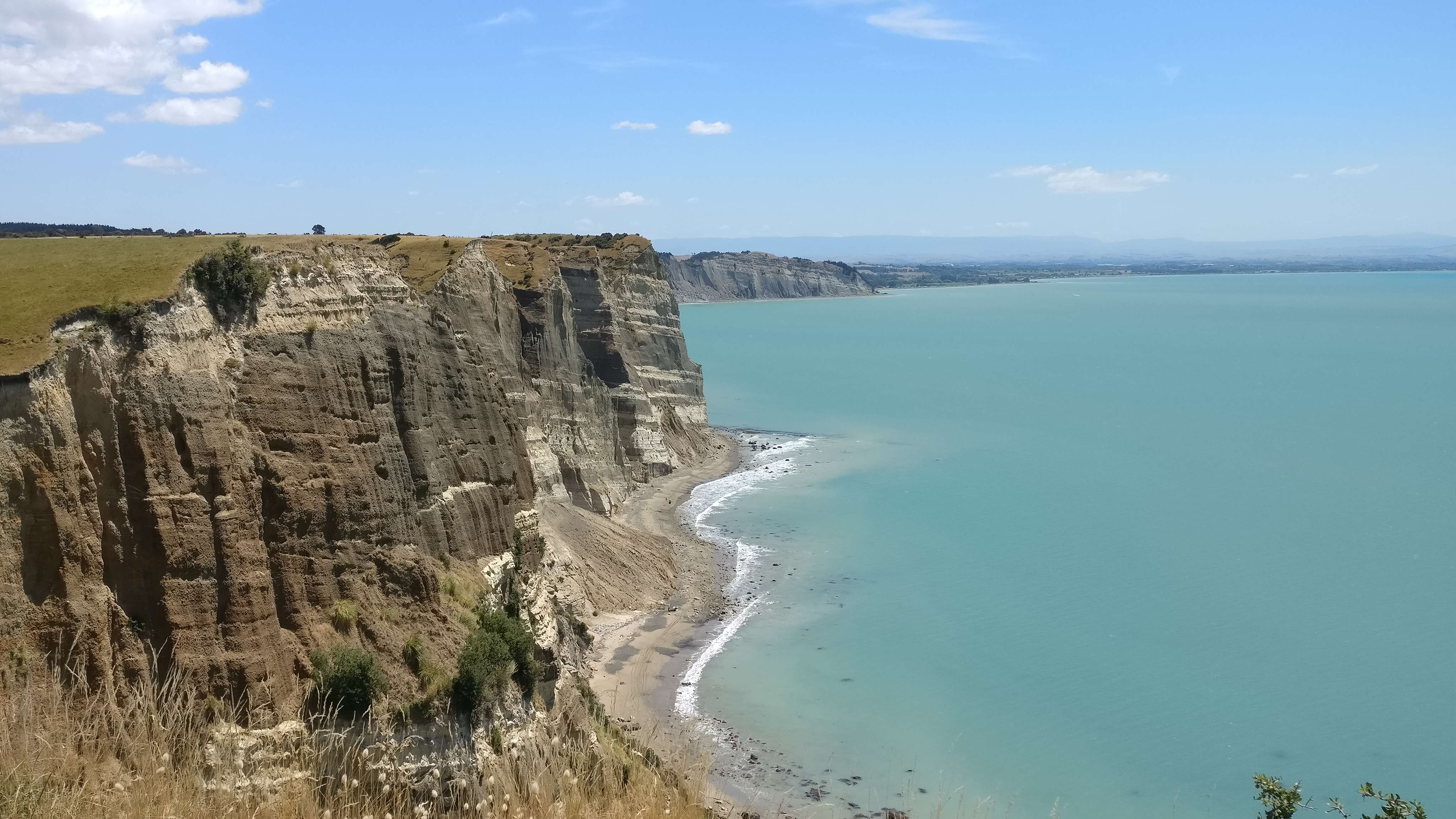
Falaises montrant le glissement de terrain de 2019
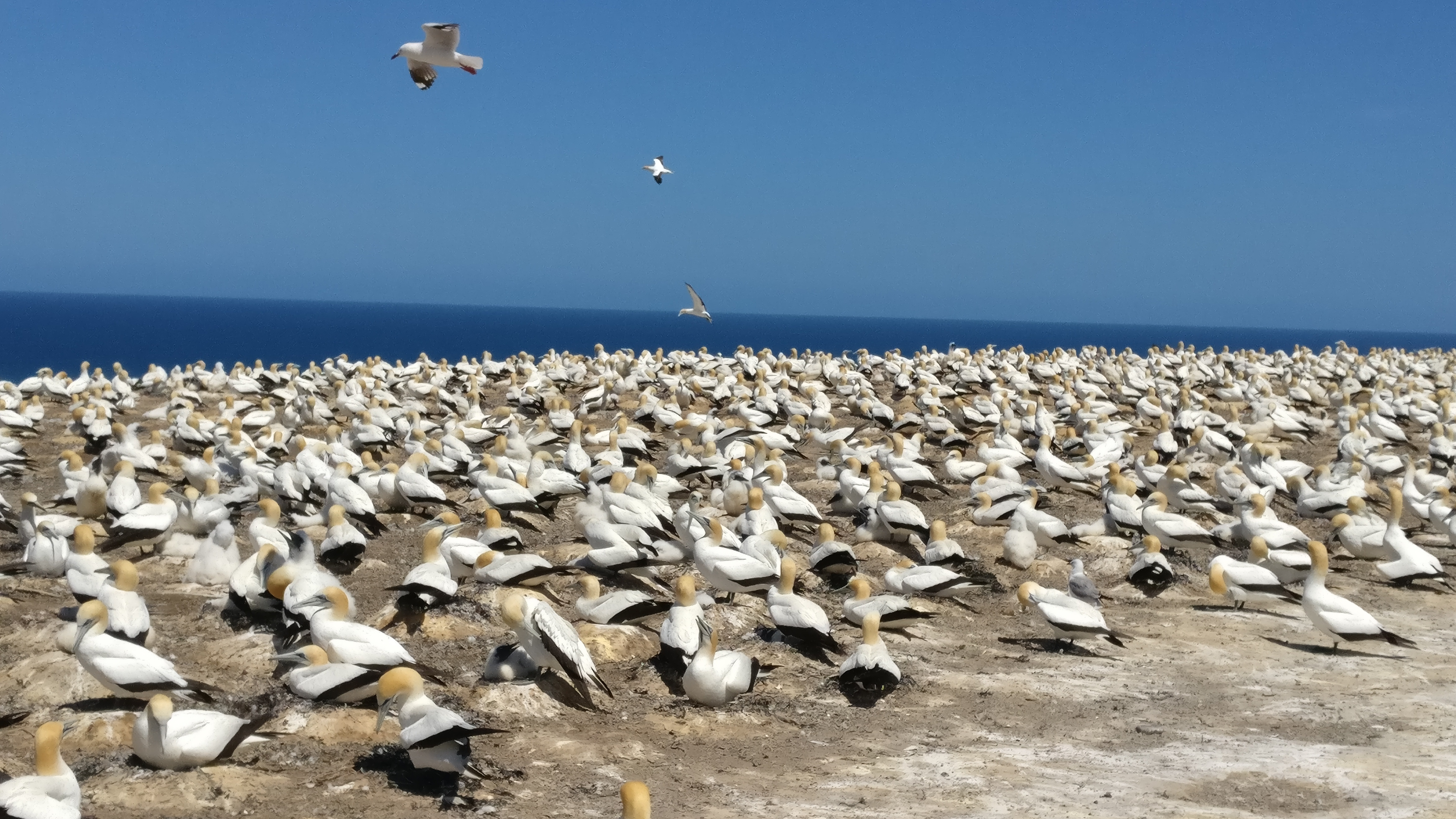
Plus de 5000 fous de Bassan nichent ici
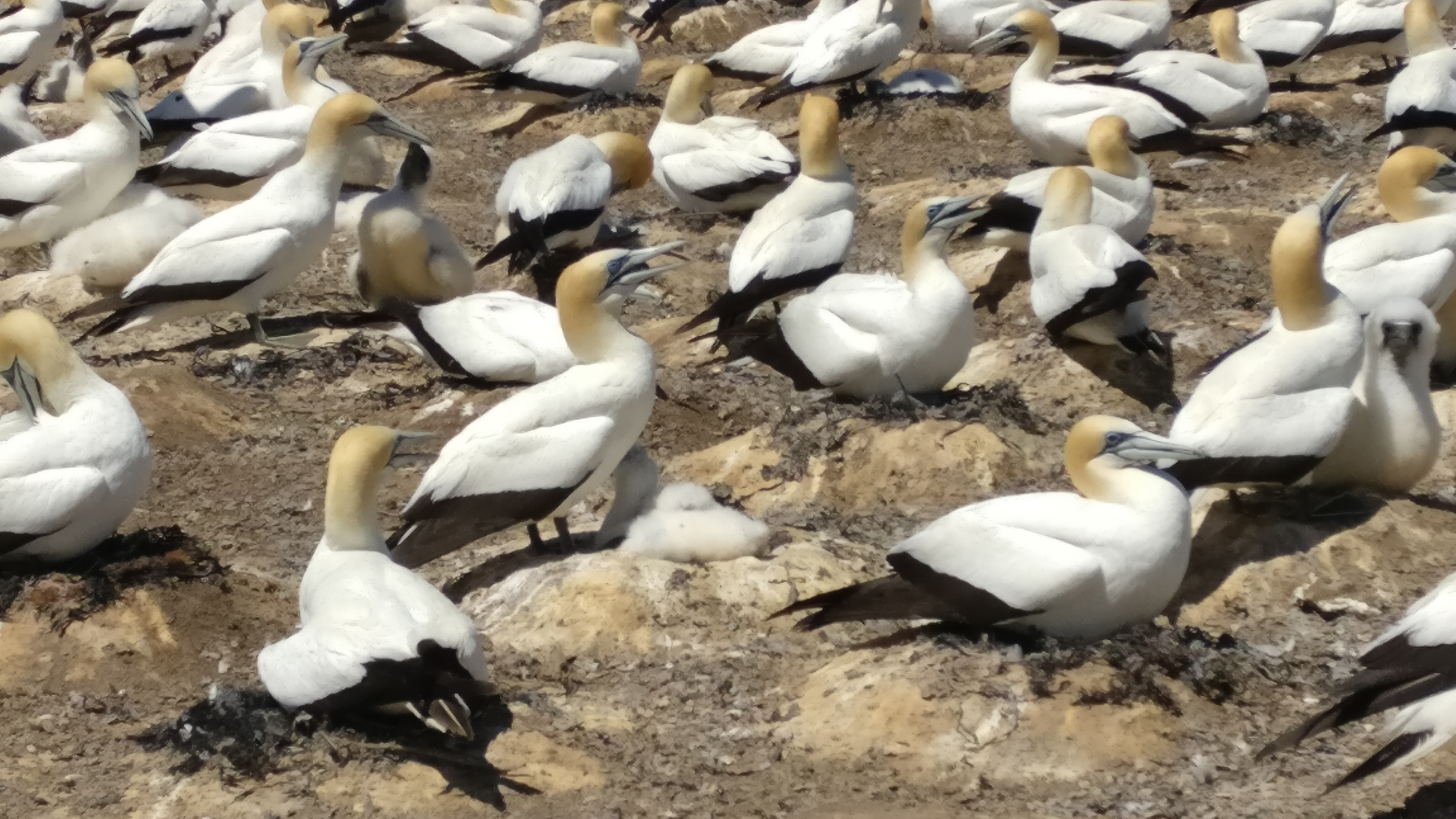
Fous de Bassan avec leurs poussins
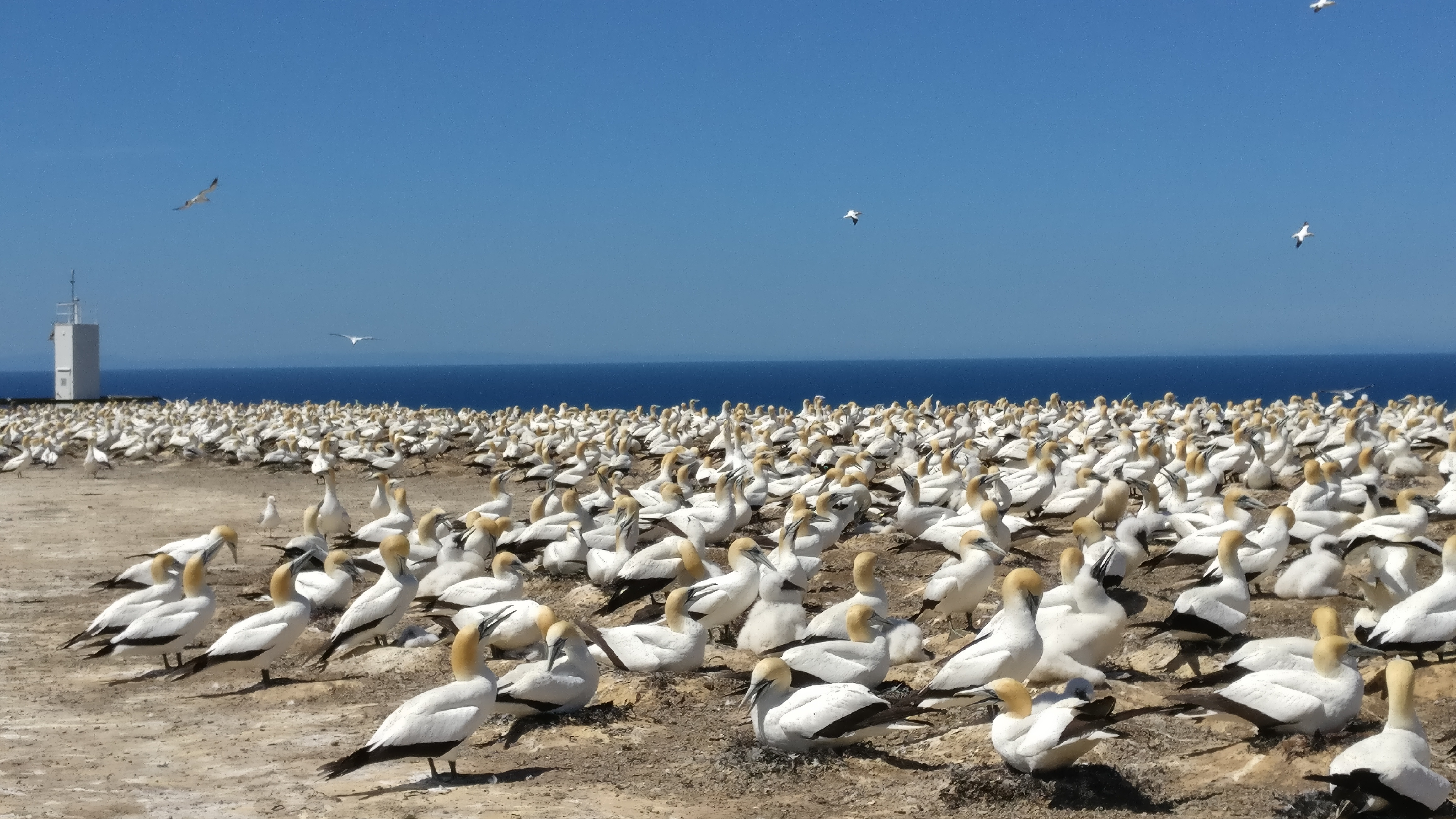
Sanctuaire des fous de Bassan Hawke's Bay